# 约翰内斯·里策克

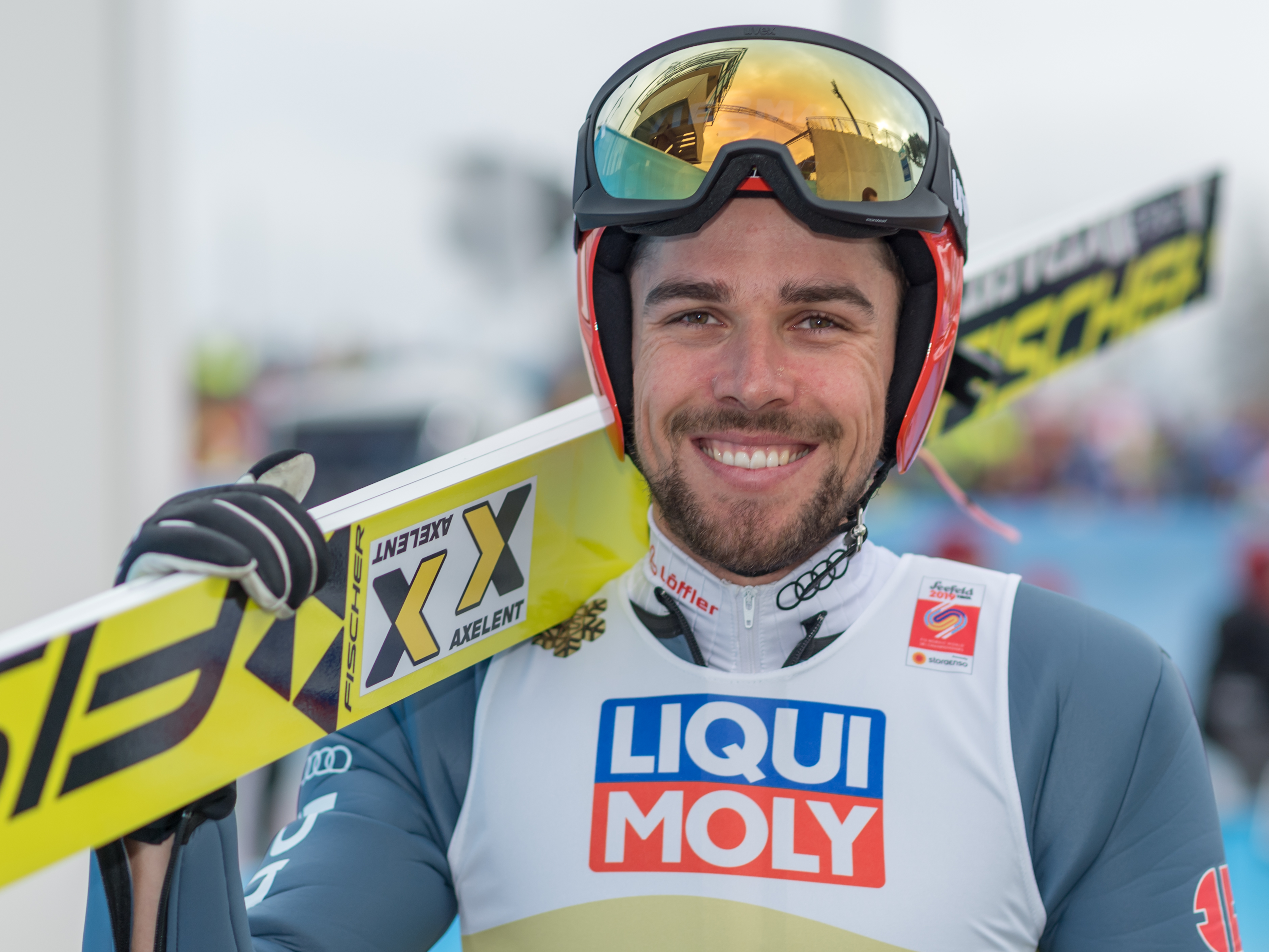
约翰内斯·里策克 (2019年)

约翰内斯·里策克（德語：Johannes Rydzek，1991年12月9日—），德国男子北欧两项运动员。他曾代表德国参加2010年、2014年、2018年和2022年冬季奥林匹克运动会北欧两项比赛，获得二枚金牌、一枚银牌和一枚铜牌。